# Vojníkov
Vojníkov település Csehországban, Píseki járásban. Vojníkov Čížová, Vráž, Ostrovec, Záhoří, Oslov, Vlastec és Vrcovice településekkel határos. Lakosainak száma 87 fő (2024. január 1.).

## Népesség
A település lakosságának változását az alábbi diagram mutatja:
| Lakosok száma | 371  | 392  | 348  | 162  | 121  | 79   | 87   | 83   | 83   | 87   |
|               | 1869 | 1900 | 1921 | 1961 | 1980 | 2011 | 2016 | 2019 | 2021 | 2024 |